# Kojsanski jezici
Khoisan jezici grupa su jezika iz južne Afrike za koje se prije smatralo da čine jezičnu porodicu koja obuhvaća (27) jezika kojima se služe Bušmani, Hotentoti, Hadzapi ili Kindiga i Sandawe. Rašireni su po državama, kao što su: Južnoafrička Republika, Namibija, Angola, Bocvana, Tanzanija.
Danas se ne smatra da su ovi jezici genetski povezani, a dijeli se na tri jezične porodice: khoe-kwadi, kx'a, tuu te dva izolirana jezika: sandawe i hadza.

## Jezici
27 jezika; nekada 29 priznatih. ǃoǃung, ǃxóõ, ǁani, ǁgana, ǁXegwi jezik, Gǀwi, ǀXam, ǂhua, ǂKxʼauǁʼein, hadza, haiǁom, Juǀʼhoan, korana, kua, kung-ekoka, kwadi, kxoe, maligo, nǀu, nama, naro, sandawe, seroa, shua, tsoa, vasekela bušmanski, xiri.

## Vanjske poveznice
- Ethnologue (15th)
- Familia Khoisana